# 塔湾街道 (沈阳市)
塔湾街道，曾是中华人民共和国辽宁省沈阳市皇姑区下辖的一个乡镇级行政单位。2019年12月，撤销塔湾街道，辖区分别划入舍利塔街道和黄河街道。

## 行政区划
塔湾街道下辖以下地区：
。